# Djourou, une corde à ton cou
Pour plus de détails, voir Fiche technique et Distribution.
Djourou, une corde à ton cou (Djourou, a rope round your neck) est un documentaire d'Olivier Zuchuat (2004).

## Synopsis
Le film traite du surendettement des pays d'Afrique.

## Fiche technique
- Titre : Djourou, une corde à ton cou
- Réalisation : Olivier Zuchuat
- Scénario : Olivier Zuchuat
- Photographie : Corinne Maury et Olivier Zuchuat
- Montage : Olivier Zuchuat
- Production : Serge Lalou et Virginie Vallat
- Société de production : Les Films d'ici, Les Films du mélangeur, TV10 Angers, TV5 Monde et Télévision suisse romande
- Société de distribution : Les Films du paradoxe (France)
- Pays :  France
- Genre : Documentaire
- Durée : 64 minutes
- Dates de sortie : 
  -  France : 8 juin 2005

## Prix et festivals
- Prix du Meilleur Film Documentaire - mention spéciale, Festival Vues d'Afriques, Montréal 2005

## Distribution au cinéma
- France en juin 2005.
- Suisse en décembre 2006.